# 長吉眞一
長吉眞一（ながよし しんいち、1950年- ) は、日本の会計学者。明治大学名誉教授、熊本学園大学大学院会計専門職研究科非常勤講師。

## 略歴
大分県生まれ。1973年明治大学商学部卒、80年同大学院商学研究科博士後期課程単位取得満期退学。大手の監査法人に勤務し、約20年間にわたって大企業の財務諸表監査業務に従事した後、1999年九州大学経済学部助教授、2002年立正大学経営学部教授を経て、2005年4月から2021年3月まで明治大学専門職大学院会計専門職研究科教授。2005年「公認会計士監査の有効性の確立に関する基礎理論研究 監査一般基準を中心として」で明治大学商学博士。公認会計士。

## 著書
- 『財務諸表監査の論理』中央経済社 1996
- 『財務諸表監査の構造分析』中央経済社 2000
- 『監査一般基準論 公認会計士監査の有効性の確立に向けて』中央経済社 2004
- 『監査基準論』中央経済社 2007
- 『監査意見形成の構造と分析』中央経済社 (明治大学社会科学研究所叢書)2013

### 共編著
- 『会社簿記テキスト』崎章浩,森久共著 中央経済社 1994
- 『監査入門ゼミナール』異島須賀子共著 創成社 2005
- 『要説企業簿記』森久、崎章浩共著 創成社 2007
- 『監査論 スタンダードテキスト』盛田良久,蟹江章,友杉芳正,山浦久司共編著 中央経済社 2008
- 『企業簿記論』森久,浅野千鶴,石川文子,蒋飛鴻, 関利恵子共著 創成社 2010
- 『監査論 問題演習編』盛田良久,蟹江章共編 中央経済社 (スタンダードテキスト)2010
- 『監査論ケーススタディ25 公認会計士試験論文式』石黒訓,山添清昭共著 中央経済社 2011
- 『監査論入門』伊藤龍峰,北山久恵,井上善弘,異島須賀子共著 中央経済社 2013
- 『簿記入門テキスト』伊藤龍峰,工藤栄一郎,青木康一,仲尾次洋子共著 中央経済社 2014

## 論文
- ＜長吉眞一